# ペニシリウム・ブレフェルディアナム
ペニシリウム・ブレフェルディアナム（Penicillium brefeldianum）は、真菌代謝物であるブレフェルジンAを生成するペニシリウム属不完全世代（アナモルフ）真菌種である。